# Wadjet
Wadjet (ook bekend als Wadjit of Wedjat) is een godin in de Egyptische mythologie.
Zij is vooral bekend van een van de vijf namen van de farao, de nebty-naam of de naam van de twee godinnen Wadjet en Nekhbet. Wadjet stelde het noorden of Beneden-Egypte voor en werd voorgesteld door een cobra, de uraeus, die zich opricht om gif te spuwen naar eenieder die het waagde de koning te bedreigen. Nekhbet was een giergodin die het zuiden of Boven-Egypte voorstelde. Samen vormden zij het sieraad dat het voorhoofd van de farao opsmukte. 
Wadjet werd vereerd in Boeto in de delta en kon soms ook als leeuwin voorgesteld worden, daarmee verwijzend naar Sekhmet, de verschrikkelijke vorm van de zon. Haar naam verwijst naar het groen van de papyrusplanten van de delta.

## Het Oog Wedjat
Wedjat (het ongerepte) is ook de naam van het linker maanoog van Horus, dat in de strijd tussen Horus en Seth beschadigd werd, maar daarna hersteld door Thot. Horus gaf het oog aan zijn overleden vader Osiris om er mee het hiernamaals veilig te kunnen bereiken. Er werden veel amuletten van het oog gemaakt, vooral voor de overledenen die op hun beurt de andere wereld probeerden te bereiken. Het is vaak van groene of blauw faience, omdat groen voor de regeneratie staat en herrijzenis. Osiris is met zijn zwarte of groene huidskleur het symbool van vruchtbaarheid (het zwarte Nijlslib) en de opstanding (verrijzen van het gewas).